# توماس لارشر
توماس لارشر (بالألمانية: Thomas Larcher)‏ (و. 1963 – م) هو ملحن، وعالم موسيقى، وعازف بيانو من النمسا . ولد في إنسبروك.

## جوائز
حصل على جوائز منها:
- Art Prize of Innsbruck.

## روابط خارجية
- توماس لارشر على موقع ميوزك برينز (الإنجليزية)
- توماس لارشر على موقع ديسكوغز (الإنجليزية)